# Taxi Blues
Taxi Blues è un film del 1990 scritto e diretto da Pavel Lungin, vincitore del premio per la miglior regia al 43º Festival di Cannes.

## Riconoscimenti
- 1990 - Festival di Cannes
  - Premio per la miglior regia
  - Menzione speciale della giuria ecumenica